# YIVO
YIVO (iídiche : ייִוואָ, [jiˈvɔ]), fundada em 1925 em Wilno, na Segunda República Polonesa (agora Vilnius, Lituânia), como o Yidisher Visnshaftlekher Institut (iídiche: ייִדישער װיסנשאַפֿטלעכער אינסטיטוט, pronunciado [ˈjidiʃɛr ˈvisən.ʃaftlɛχɛr instiˈtut], Instituto Científico Iídiche), é uma organização que preserva, estuda e ensina a história cultural da vida judaica em toda a Europa Oriental, Alemanha e Rússia, além de ortografia, lexicografia e outros estudos relacionado ao iídiche. O nome da organização foi alterado para Instituto de Pesquisa Judaica após sua mudança para a cidade de Nova Iorque, mas ainda é conhecido principalmente por sua sigla em iídiche. A YIVO agora é parceira do Centro de História Judaica e atua como um regulador de idioma reconhecido de facto da língua iídiche.

## Atividades
A YIVO preserva manuscritos, livros raros e diários e outras fontes em ídiche. A Biblioteca YIVO em Nova Iorque contém mais de 385 mil volumes datados do século XVI. Aproximadamente quarenta mil volumes estão em iídiche, tornando a Biblioteca YIVO a maior coleção de obras em língua iídiche do mundo. Os arquivos da YIVO contêm mais de 23 milhões de documentos, fotografias, gravações, pôsteres, filmes e outros artefatos. Juntos, eles compõem a maior coleção do mundo de materiais relacionados à história e cultura dos judeus da Europa Central e Oriental e da experiência dos imigrantes judeus americanos. Os arquivos e coleções de bibliotecas incluem obras em doze idiomas principais, incluindo inglês, francês, alemão, hebraico, russo, polonês e judaico-espanhol.
A YIVO também atua como editora de livros em língua iídiche e de periódicos como YIVO Bleter (fundado em 1931), Yedies Fun YIVO (fundado em 1929) e Yidishe Shprakh (fundado em 1941). Também é responsável por publicações em inglês, como o YIVO Annual of Jewish Social Studies (fundado em 1946).